# HMS Cairo (D87)
Le HMS Cairo (D87) était un croiseur léger de classe C en service dans la Royal Navy pendant la Seconde Guerre mondiale.

## Historique

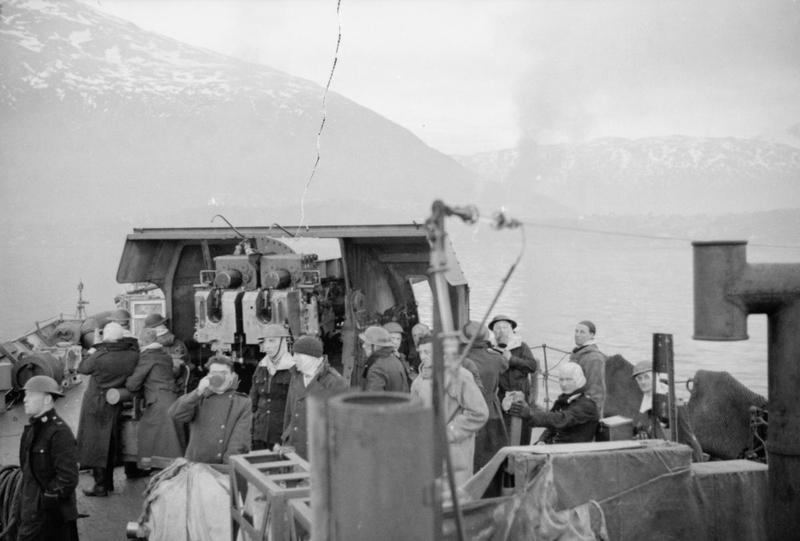
Le Cairo lors d'un bombardement sur Narvik le 8 juin 1940.

Sa quille a été posée le 17 novembre 1917 au chantier Cammell Laird à Birkenhead, en Angleterre. Il est lancé le 19 novembre 1918 et mis en service le 24 septembre 1919.
Dans les années 1920, le croiseur opère en Asie du Sud-Est. En 1927, il rejoint la 8e escadre de destroyers de la North America and West Indies Station. De 1928 à 1930, il opère en mer Méditerranée en tant que navire amiral. Après un carénage de 1931 à 1932, il rejoint la Home Fleet en tant que Commodore avant d’être converti en croiseur antiaérien en 1939.
Lors de la Seconde Guerre mondiale, il prend part à la campagne norvégienne où il est endommagé par les avions allemands pendant la bataille de Narvik le 28 mai 1940.
À partir de 1942, il opère en Méditerranée et prend part à l'escorte d'un convoi de Gibraltar à Malte, avec pour nom de code opération Harpoon. Pendant la bataille, il subit d'intenses frappes aériennes. L'escadre britannique fait également face à l'attaque d'un croiseur léger italien dans le canal de Sicile. Quatre navires marchands et deux destroyers sont coulés, tandis que le Cairo est touché par deux obus de 6 pouces tirés du croiseur Eugenio di Savoia, tuant deux membres de son équipage.
En août 1942, il prend part à l'opération Pedestal, opération britannique destinée à ravitailler l'île de Malte. Au cours de l'opération, il est torpillé et coulé par le sous-marin italien Axum au nord de Bizerte, en Tunisie, le 12 août 1942. Vingt-quatre marins décèdent dans cette attaque.